# براندون سمپسون
براندون سمپسون (انگلیسی: Brandon Sampson؛ زادهٔ ۱ مهٔ ۱۹۹۷) بازیکن بسکتبال اهل ایالات متحده آمریکا است.